# 藤田盟児
藤田盟児（ふじた めいじ）は日本の建築史家、工学博士。中世の住宅史が専門。鎌倉時代中期の武家住宅で誕生した「座敷」が、「書院造」の起源であったとする。その前身であるデイや、座敷飾りが付加された会所などを、その変遷過程として論じている。
研究室の生徒への面倒見が良く、慕われている。

## 経歴
- 1984年3月 東京大学工学部建築学科卒業
- 1991年12月 東京大学大学院博士課程修了、工学博士
- 1992年1月 奈良文化財研究所研究員
- 1996年9月 名古屋造形芸術大学助教授
- 2003年4月 広島国際大学教授
- 2017年現在 奈良女子大学生活環境学部住環境学科教授

## 著書
- 「鎌倉前期の侍所の場的特質」『中世の空間を読む』、吉川弘文館   1995年
- 「上代用語にみる上下の空間概念」『建築史の鉱脈』、中央公論美術出版   1995年
- 「鎌倉武士住宅の空間構成-幕府御所を中心として」 『建築史の空間』、中央公論美術出版   1999年
- 「主殿の成立過程とその意義」 『中世的空間と儀礼』 （シリーズ都市・建築・歴史　第3巻）、東京大学出版会、2006年
- 「鎌倉前半期における上層武家住宅の実態と変遷過程」『建築史学』第53号、2009年
- 「中世住宅の空間構成の変遷」『中世庭園の研究―鎌倉・室町時代』、奈良文化財研究所、2016年
- 「書院造の形成過程と様式定義」『建築の歴史・様式・社会』中央公論美術出版、2018年